# 1934 a sportban
1934 főbb sporteseményei a következők voltak:
- április 1. – június 14. – Sakkvilágbajnoki párosmérkőzés Németországban Alekszandr Aljechin és Jefim Bogoljubov között, amelyen Aljechin másodszor is megvédte világbajnoki címét.
- Az FTC nyeri az NB1-et. Ez a klub 13. bajnoki címe.
- Stankovics Szilárd kezdeményezésére Milánóban megtartják az első atlétikai Európa-bajnokságot. A sportág első magyar Európa-bajnokai: Szabó Miklós és Kovács József.

## Születések
- ? – Paddy Molloy, ír hurlerjátékos († 2020)
- január 1.
  - Zakir Hussain, olimpiai bajnok pakisztáni gyeplabdázó († 2019)
  - İsmail Kurt, török válogatott labdarúgó, hátvéd, edző († 2017)
- január 5. – Eddy Pieters Graafland, holland válogatott labdarúgó, kapus, edző († 2020)
- január 6. – Sven-Erik Westlin, svéd súlyemelő, olimpikon († 2020)
- január 7. – Kovács Ferenc, olimpiai bronzérmes magyar válogatott labdarúgó († 2018)
- január 13. – Denise Guénard, Európa-bajnoki ezüstérmes francia atléta ötpróbázó († 2017)
- január 14. – Kovács Erzsébet, magyar válogatott röplabdázó († 2017)
- január 15. – Szong Szuncshon, olimpiai ezüstérmes koreai ökölvívó († 2019)
- január 16. – Gyuricza József, világbajnok és olimpiai bronzérmes magyar vívó, mesteredző († 2020)
- január 17. – Hatlaczky Ferenc, olimpiai ezüstérmes, világbajnok kajakozó, építészmérnök († 1986)
- január 31. – Brian Bolus, angol válogatott krikettjátékos († 2020)
- február 2. – Haripal Kaushik, kétszeres olimpiai bajnok indiai gyeplabdázó († 2018)
- február 20. – François Konter, luxemburgi válogatott labdarúgó, hátvéd, edző († 2018)
- február 21. – Kjell Bäckman, olimpiai bronzérmes svéd gyorskorcsolyázó († 2019)
- február 22. – Luis Maidana, uruguayi válogatott labdarúgókapus
- február 24.
  - Bernard Chiarelli, világbajnoki bronzérmes francia válogatott labdarúgó, edző
  - Flemming Nielsen, olimpiai ezüstérmes dán válogatott labdarúgó, középpályás († 2018)
- március 1. – Achito Vivas, kolumbiai válogatott labdarúgókapus
- március 2. – Howard Cassady, amerikai amerikaifutball-játékos († 2019)
- március 3. – Takamori Jaszuo, japán válogatott labdarúgó, olimpikon († 2016)
- március 8.
  - Francisco Rodríguez García, spanyol válogatott labdarúgó († 2022)
  - Tamás László, magyar bajnok és magyar kupa-győztes magyar labdarúgó, hátvéd († 2000)
  - Martín Vergés, spanyol válogatott labdarúgó († 2021)
- március 10. – Kulcsár Gergely, olimpiai ezüst- és bronzérmes magyar atléta, gerelyhajító, edző († 2020)
- március 15.
  - Brian Clifton, angol labdarúgó († 2020)
  - Nello Fabbri, olasz országúti-kerékpáros († 2020)
- március 23. – Adel Hekal, afrikai nemzetek kupája-győztes egyiptomi válogatott labdarúgó, kapus, olimpikon († 2018)
- március 27. – Rajna Károly, válogatott labdarúgó, hátvéd, sportvezető († 2016)
- április 15. – David Herd, skót válogatott labdarúgó († 2016)
- április 25. – Johnny McCarthy, NBA-bajnok amerikai kosárlabdázó, edző († 2020)
- április 30. – Ken Retzer, amerikai baseballjátékos († 2020)
- május 1. – Wieland Károly, világbajnok és olimpiai bronzérmes magyar kenus († 2020)
- május 9. – Bruno Grandi, olasz sportdiplomata, a Nemzetközi Torna Szövetség elnöke, 1996 és 2000 között a Nemzetközi Olimpiai Bizottság tagja († 2019)
- május 14. – Eric Caldow, skót válogatott labdarúgó, hátvéd, edző († 2019)
- május 30. – Alkétasz Panagúliasz, görög labdarúgó, szövetségi kapitány († 2012)
- június 20. – José Villegas, mexikói válogatott labdarúgó, balhátvéd († 2021)
- június 21. – Frank Nervik, norvég válogatott labdarúgó († 2020)
- június 29. – Bob Burrow, amerikai kosárlabdázó († 2019)
- július 3. – Sztefan Abadzsiev, bolgár válogatott labdarúgó, edző
- július 5.
  - Dely Péter, nemzetközi sakknagymester, magyar bajnok († 2012)
  - Furukava Josio, japán válogatott labdarúgó, olimpikon
  - Antonyina Alekszejevna Rizsova, világ- és Európa-bajnok, olimpiai ezüstérmes szovjet válogatott orosz röplabdázó († 2020)
- július 6. – Francisco Javier García Verdugo, spanyol labdarúgó, hátvéd, edző († 2017)
- július 12. – Joe Belmont, amerikai kosárlabdázó és edző († 2019)
- július 16. – George Perles, amerikai amerikaifutball-játékos, Super Bowl-győztes edző († 2020)
- július 18. – Szőcs Bertalan, világbajnoki ezüstérmes magyar tőrvívó, edző († 2016)
- július 21. – Tullio Baraglia, olimpiai ezüst- és bronzérmes olasz evezős († 2017)
- július 23. – Héctor De Bourgoing, Copa América-győztes argentin, majd később francia válogatott labdarúgó († 1993)
- július 26. – Tommy McDonald, amerikai amerikaifutball-játékos, edző († 2018)
- július 27. – André Abadie, francia válogatott rögbijátékos († 2020)
- augusztus 4. – Bodó Andrea, olimpiai bajnok magyar tornász († 2022)
- augusztus 13. – Karl Elsener, svájci válogatott labdarúgókapus († 2010)
- augusztus 14. – Novák Gábor, olimpiai ezüstérmes és Európa-bajnok magyar kenus, edző († 2021)
- augusztus 20. – Gerhard Cyliax, német labdarúgó, hátvéd († 2008)
- augusztus 26. – James Hylton, amerikai NASCAR versenyző († 2018)
- szeptember 4. – Ronald Ludington, olimpiai és világbajnoki bronzérmes amerikai műkorcsolyázó († 2020)
- szeptember 8. – Jürgen Theuerkauff, világbajnoki ezüstérmes, olimpiai bronzérmes német vívó († 2022)
- szeptember 9. – Waldo Machado, brazil válogatott labdarúgó, edző († 2019)
- szeptember 11. – Norma Croker, olimpiai bajnok ausztrál atléta, rövidtávfutó, távolugró († 2019)
- szeptember 22. – Carmelo Simeone, argentin válogatott labdarúgó († 2014)
- szeptember 30.
  - Alan A’Court, angol válogatott labdarúgócsatár, edző († 2009)
  - Földy László, Európa-bajnok asztaliteniszező († 2015)
- október 2. – Gennagyij Sztyepanovics Szolodov, orosz távgyalogló, olimpikon († 2020)
- október 8. – Martin Lippens, belga válogatott labdarúgó, fedezet, edző († 2016)
- október 16. – Marosi József,  világbajnok, olimpiai ezüstérmes magyar vívó
- október 24. – Fritz Briel, világbajnok és olimpiai ezüstérmes német kajakozó († 2017)
- október 27. – Horacio Troche, uruguayi válogatott labdarúgó, edző († 2014)
- november 2.
  - Enrique Collar, Európa-bajnok spanyol válogatott labdarúgó
  - Ken Rosewall, Australian Open, Roland Garros és US Open győztes világelső ausztrál teniszező
- november 4. – Szabó László, magyar motorkerékpár versenyző († 2020)
- november 7. – Adrien Duvillard, francia alpesisíző († 2017)
- november 10. – Bill Sutherland, kanadai jégkorongozó, edző († 2017)
- november 29. – Guillermo Sepúlveda, mexikói válogatott labdarúgó, középhátvéd († 2021)
- december 17. – Oleg Szergejevics Golovanov, olimpiai bajnok szovjet-orosz evezős († 2019)
- december 27. – Larisza Szemjonovna Latinyina, többszörös olimpiai, világ- és Európa-bajnok szovjet tornász

## Halálozások
| Halálozás      | Név              | Nemzetiség, sportág, eredmények                                                                                              | Születés        |
| -------------- | ---------------- | --- | --------------- |
| február 12.    | Rowdy Elliott    | amerikai baseballjátékos | 1890            |
| február 14.    | Pete Kilduff     | amerikai baseballjátékos | 1893            |
| február 25.    | John McGraw      | World Series bajnok amerikai baseballjátékos és World Series bajnok menedzser, National Baseball Hall of Fame and Museum tag | 1873            |
| március 13.    | Fielder Jones    | World Series bajnok amerikai baseballjátékos, menedzser                                                                      | 1871            |
| március 22.    | Yrjö Linko       | olimpiai bronzérmes finn tornász                                                                                             | 1885            |
| április 1.     | Barney Gilligan  | amerikai baseballjátékos | 1856            |
| május 14.      | Lou Criger       | World Series bajnok amerikai baseballjátékos                                                                                 | 1872            |
| május 18.      | Jumbo McGinnis   | amerikai baseballjátékos | 1850-es években |
| május 29.      | Nicolai Kiær     | olimpiai ezüstérmes norvég tornász                                                                                           | 1888            |
| június 5.      | Parke H. Davis   | amerikai amerikaifutball-játékos és edző                                                                                     | 1871            |
| június 13.     | Charlie Gardiner | Stanley-kupa-győztes kanadai jégkorongozó kapus, Hockey Hall of Fame-tag                                                     | 1904            |
| augusztus 21.  | Carl Lundgren    | World Series bajnok amerikai baseballjátékos                                                                                 | 1880            |
| szeptember 23. | Lucien Gaudin    | olimpiai és világbajnok francia tőr- és párbajtőrvívó                                                                        | 1886            |
| november 21.   | Fred Glade       | amerikai baseballjátékos | 1876            |